# Angelo della Pergola
Angelo della Pergola auch Angelo dal Foco († April 1428 in Bergamo oder Cremona) war ein bedeutender Condottiere, Graf von Biandrate, Herr von Sartirana Lomellina und Zeme.

## Biographie

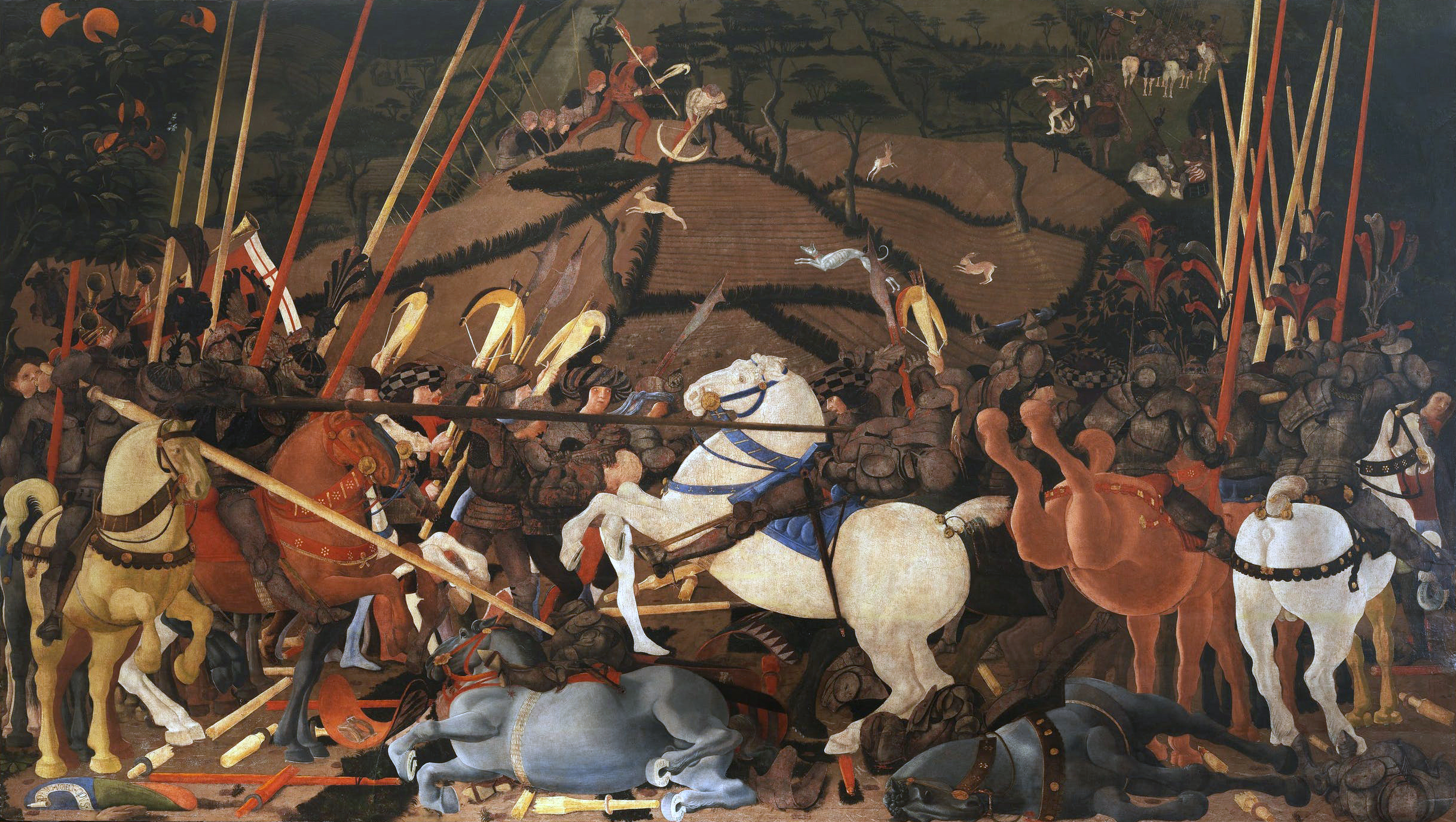
Paolo Uccello, Schlacht von San Romano (1. Juni 1432), 1438, Uffizien (Florenz)

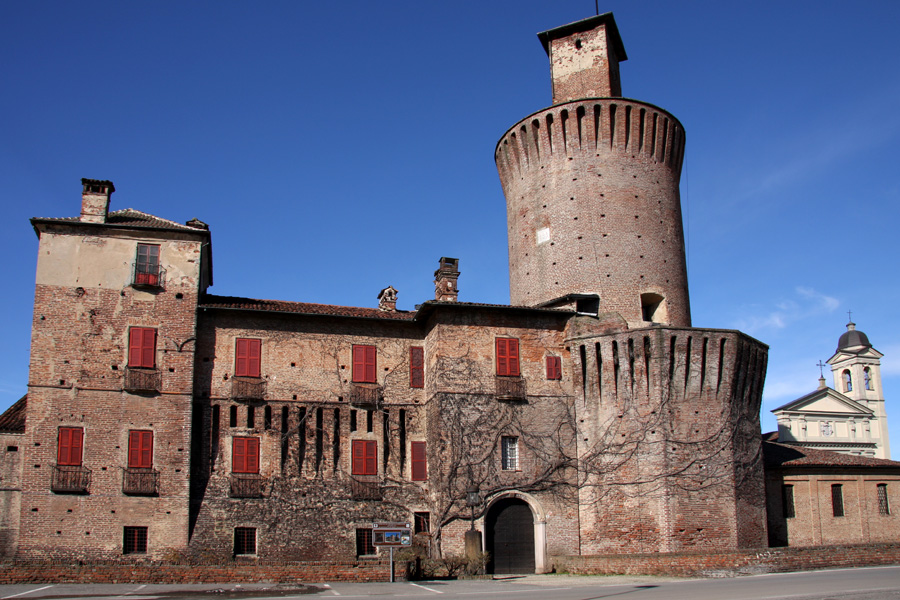
Castello di Sartirana Lomellina (Provinz Pavia)

Angelo della Pergola, stammte aus einfachsten Verhältnissen. Er war der Sohn eines Bauern aus Pergola in den Marken und wuchs dort im Ortsteil Madonna del Piano auf. Er machte eine atemberaubende Karriere als Söldner und wurde im Herzogtum Mailand ein reich belehnter Feudalherr. Mit Urkunde vom 11. Februar 1422 erhielt er von Filippo Maria Visconti die Ortschaft Sartirana Lomellina als freies Eigen. Zwei Jahre später wurde ihm für die Einnahme von Imola (24. Februar 1424) die Herrschaft Biandrate, einschließlich des dazugehörigen Grafentitels, verliehen. Im gleichen Jahr erwarb er von Filippo Cane das Lehen von Zeme. 1417 und von 1422 bis 1428 stand er in Diensten von Filippo Maria Visconti, mit dem ihn eine persönliche Freundschaft verband. Er wird von den Zeitgenossen als furchtloser, verwegener und harter Krieger geschildert. Gegenüber seinen Dienstherren zeigte er mehr Loyalität und Verlässlichkeit als andere Söldnerführer. Angelo della Pergola ist eine Hauptfigur in Alessandro Manzonis Tragödie Il Conte di Carmagnola (1820).

## Militärkarriere
Angelo della Pergola begann seine militärische Laufbahn in Diensten des Signore von Fano, Pandolfo III. Malatesta. Dort taucht er 1397 als einer der Hauptleute auf, die Papst Bonifatius IX. gegen die Familie Colonna unterstützen sollten. Ende 1405 stand er in Diensten der Republik Pisa. Bereits zu diesem Zeitpunkt führte er eine Truppe von 500 berittenen Kriegern. 1409 war er, als sienesischer Capitano generale mit einer eigenen Condotta an den Kämpfen der Liga von Siena und Florenz gegen Ladislaus von Neapel beteiligt. Danach war er für die Malatesta von Cesena und Rimini tätig. Bei der Schlacht von Sant’Egidio (12. Juli 1416) kämpfte er unter Carlo Malatesta für die Stadt Perugia gegen die Truppen des Braccio da Montone. Er war neben Carlo Malatesta und Ceccolino dei Michelotti der dritte Heerführer und der einzige von ihnen, der bei Sant’Egidio nicht gefangen genommen wurde. 1417 stand er im Sold Bolognas und schlug die Revolte in San Giovanni in Persiceto nieder, das die Bologneser Hegemonie nicht anerkennen wollte. Er unterhielt eine Truppe von dreihundert Mann zum Schutz der öffentlichen Sicherheit in Bologna. Danach bekämpfte er für die Visconti den Signore von Cremona, Gabrino Fondulo (1370–1425), diente er unter dem päpstlichen Legaten in den Marken gegen die Montefeltro und zwang 1420 mit Braccio da Montone, Ludovico Migliorati (um 1370–1428) und Carlo Malatesta Bologna unter die päpstliche Herrschaft. Ab 1422 stand er kontinuierlich im Dienst des Herzogtums Mailand, drängte die Eidgenossen gemeinsam mit Francesco Bussone da Carmagnola erfolgreich aus dem Bellinzonese (Schlacht bei Arbedo) und dem Val d’Ossola, sicherte die Grenzen zum Savoyen und eroberte 1424 für Filippo Maria Visconti Imola. Dort kam es am 28. Juli 1424 zur bedeutenden und überaus blutigen Schlacht von Zagonara, bei der die mailändischen Truppen unter Angelo della Pergola und Guido Torelli gegen die Streitmacht von Florenz unter Carlo Malatesta, Pandolfo III. Malatesta und Alberico Novello da Barbiano (?–1440) das bessere Ende für sich behielten. Im November des gleichen Jahres eroberte er Gradara und nahm dort Galeazzo Malatesta (1385–1461), den Herr von Pesaro, gefangen.
Trotz großer Erfolge rückte Angelo della Pergola nun zusehends in den Schatten Francesco Sforzas. Della Pergola erhielt noch den Titel eines Luogotenente generale und sein Sohn Delfino das Bistum Parma. In den folgenden Kämpfen gegen die venezianischen Truppen unter Carmagnola hatte er, wohl altersbedingt, nochmals eine hervorgehobene Rolle. Er kommandierte 7000 Mann, aber seine Kriegführung geriet nun aufgrund zahlreicher Misserfolge immer mehr in die Kritik. Ihm wurden mangelnde Initiative und übermäßige Vorsicht vorgeworfen, was die Autorität des bereits älteren Führers nachhaltig untergraben sollte. Das Oberkommando wurde letztlich dem jungen Carlo Malatesta (um 1390–1438) aus Pesaro übertragen. Höhepunkt dieser Kriegsphase war die Schlacht von Maclodio vom 12. Oktober 1427, die für die Mailänder Truppen mit einer vernichtenden Niederlage endete.
Ein halbes Jahr später verstarb Angelo della Pergola. Mit Francesco Bussone da Carmagnola, Niccolò Piccinino und Francesco I. Sforza gehörte er zu den bedeutendsten Condottieri der Visconti. Er war ein Söldnerführer alter Schule. Unter seiner Verantwortung kam es zu brutalen Plünderungen, Gewalttätigkeiten gegen die Zivilbevölkerung und Geiselnahmen, so beispielsweise 1409 rund um Siena, 1420 in der Gegend um Bologna, 1423 in der Lomellina und 1427 im Gebiet um Mantua.

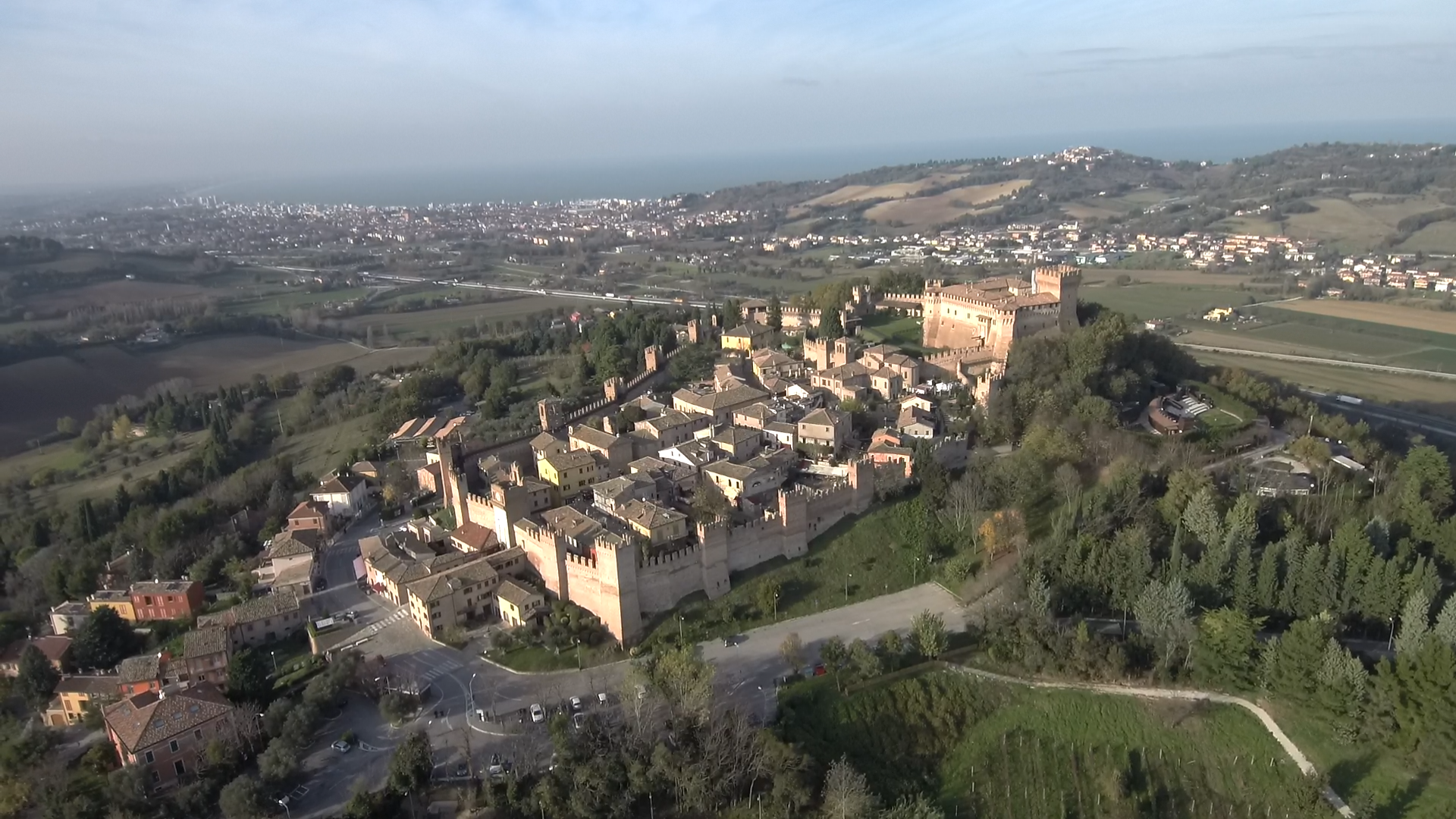
Gradara bei Cattolica

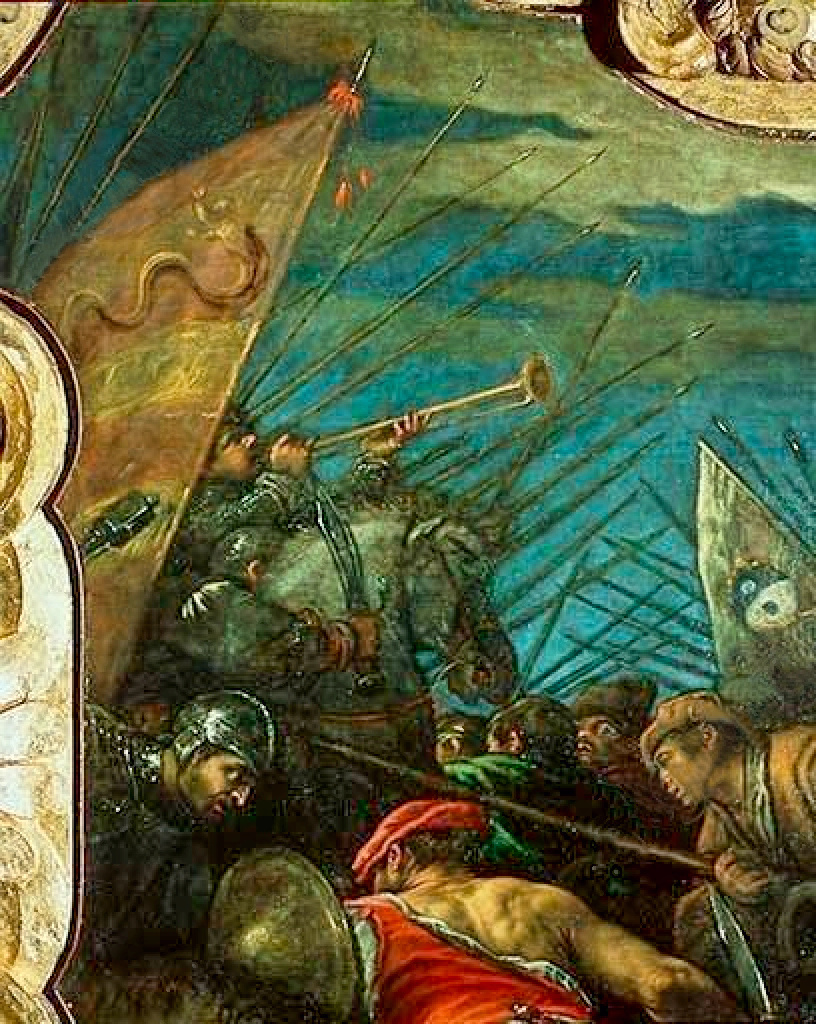
Schlacht von Maclodio (1427), Deckengemälde von Francesco Bassano, 1590, Palazzo ducale di Venezia, Sala del Maggior Consiglio

## Familie
Über die Herkunft von Angelo della Pergola und über sein verwandtschaftliches Umfeld ist wenig bekannt. Seine Eltern sind genauso wenig dokumentiert, wie seine Ehefrau. Mit Sicherheit hatte er drei Söhne:
- Delfino della Pergola (1398–1465), Kleriker; Bischof von Parma 1425–1463, Bischof von Modena 1463–1465[7]
- Antonio della Pergola (um 1400–1452/54); Condottiere
- Leonoro (Leone) della Pergola (um 1400–1480); Condottiere

Mit einiger Wahrscheinlichkeit bestand eine Verwandtschaft mit den Terzi.  Die Mutter von Niccolò il Guerriero Terzi war eine gewisse Cecilia della Pergola. Ein Matteo della Pergola war um 1400 Statthalter des Podestà von Mailand.
Beim Tod von Angelo della Pergola konnten die Söhne Antonio und Leonoro den Solddienstvertrag ihres Vaters mit dem Herzogtum Mailand übernehmen. Vor allem Antonio hatte in der mailändischen Armee anfänglich eine recht bedeutende Stellung. 1432 wurde er von der Republik Siena zum Capitano generale ernannt und erfocht für diese am 4. Juni 1432 einen wichtigen Sieg gegen Florenz. Danach führte er nur noch kleinere Truppenkontingente. Zweifellos erfuhren die Brüder in den 1430er Jahren eine empfindliche Zurücksetzung. Auch das Verhältnis zwischen Antonio und Delfino, dem Bischof von Parma, war offenbar sehr angespannt. Delfino unternahm 1443 einen Versuch, seinen Bruder unter dem Vorwand seiner angeblich illegitimen Geburt vom väterlichen Erbe auszuschließen. 1440 verloren die della Pergola die prestigeträchtige Grafschaft Biandrate und 1466 wurde ihnen, trotz heftigem Widerstand, auch das Lehen von Sartirana Lomellina entzogen, das Francesco Sforza seinem Kanzler Francesco (Cicco) Simonetta (1410–1480) übertrug. Somit blieb den della Pergola einzig noch das Lehen von Zeme, das ihnen die Chorherren von Santa Croce di Mortara aber ebenfalls streitig machten. 1488 war Zeme im Besitz von Filippo und Federico della Pergola (Grafen von Zeme). Der Letztere, Federico della Pergola, war 1511 Notar in Mailand. 1518 verkauften die Nachkommen das Lehen von Zema.
Antonio und Leonoro della Pergola starben beide in wirtschaftlich prekären Verhältnissen. Sie waren hoch verschuldet und nach dem Tod von Antonio wurde Leonoro della Pergola in Mailand verurteilt und in Schuldhaft gesteckt. Leonoro lebte damals bereits in Parma, wo sich auch Antonios Tochter Lucrezia 1459 verheiratete. Leonoro della Pergalo hatte zwei Söhne, Angelo und Francesco. Letzterer diente zwischen 1540 und 1454 unter dem Capitano Moretto da Sannazzaro in Diensten von Francesco Sforza.